# Leptospathius formosus
Leptospathius formosus är en stekelart som beskrevs av Szepligeti 1902. Leptospathius formosus ingår i släktet Leptospathius och familjen bracksteklar. Inga underarter finns listade i Catalogue of Life.